# Mont Vidéo
Mont Vidéo är ett berg i Kanada.   Det ligger i provinsen Québec, i den sydöstra delen av landet, 400 km norr om huvudstaden Ottawa. Toppen på Mont Vidéo är 455 meter över havet, eller 44 meter över den omgivande terrängen. Bredden vid basen är 2,1 km. Mont Vidéo ligger vid sjön Lac Roy.
Terrängen runt Mont Vidéo är huvudsakligen platt. Runt Mont Vidéo är det mycket glesbefolkat, med 4 invånare per kvadratkilometer.. Närmaste större samhälle är Barraute, 11,2 km öster om Mont Vidéo.
I omgivningarna runt Mont Vidéo växer i huvudsak blandskog.